# さが美

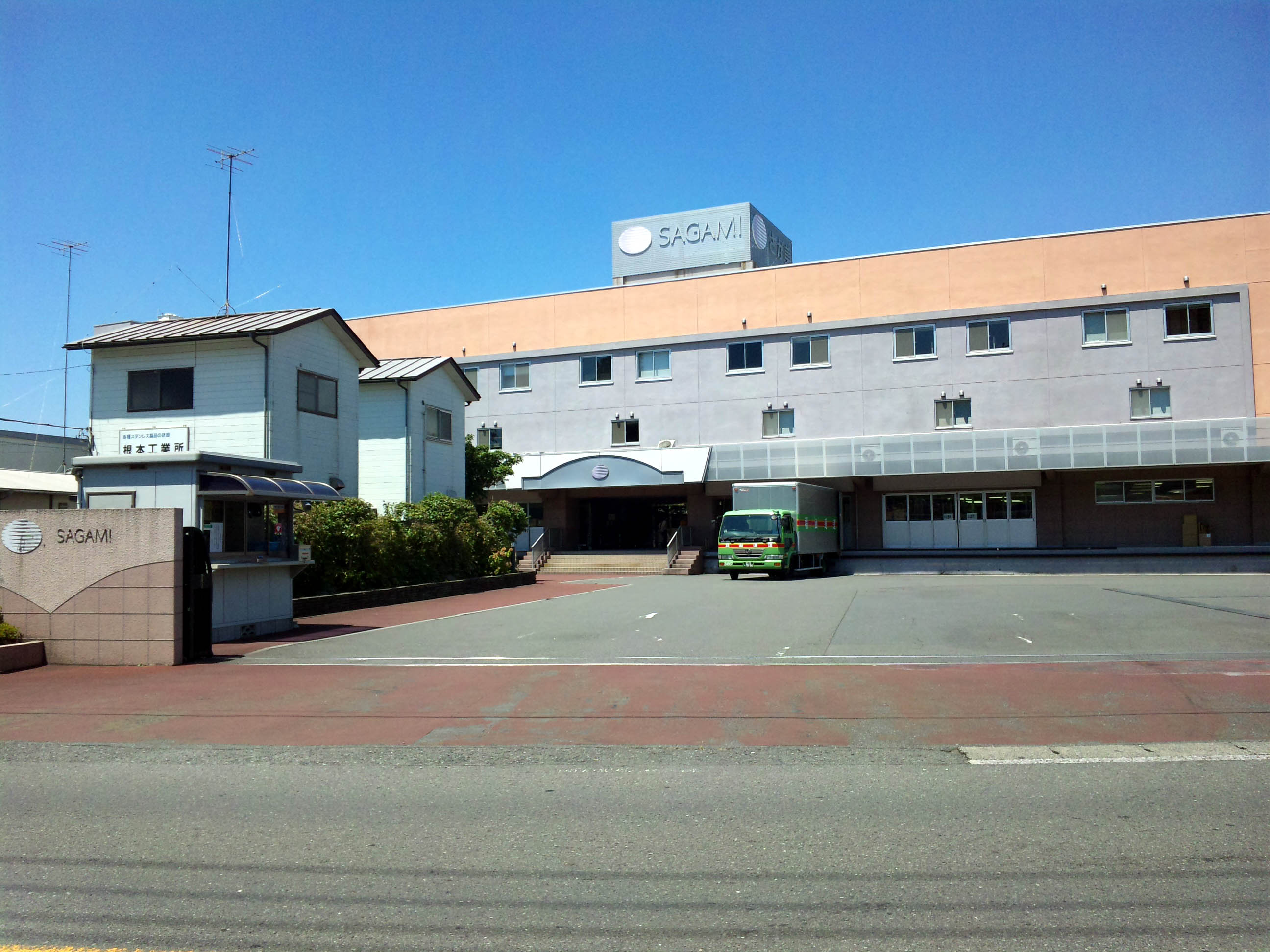
かつてのさが美本社（横浜市港南区）
建物を解体後、インドアテニスコートを建設し、現在は、「テニススクールノア」に賃貸

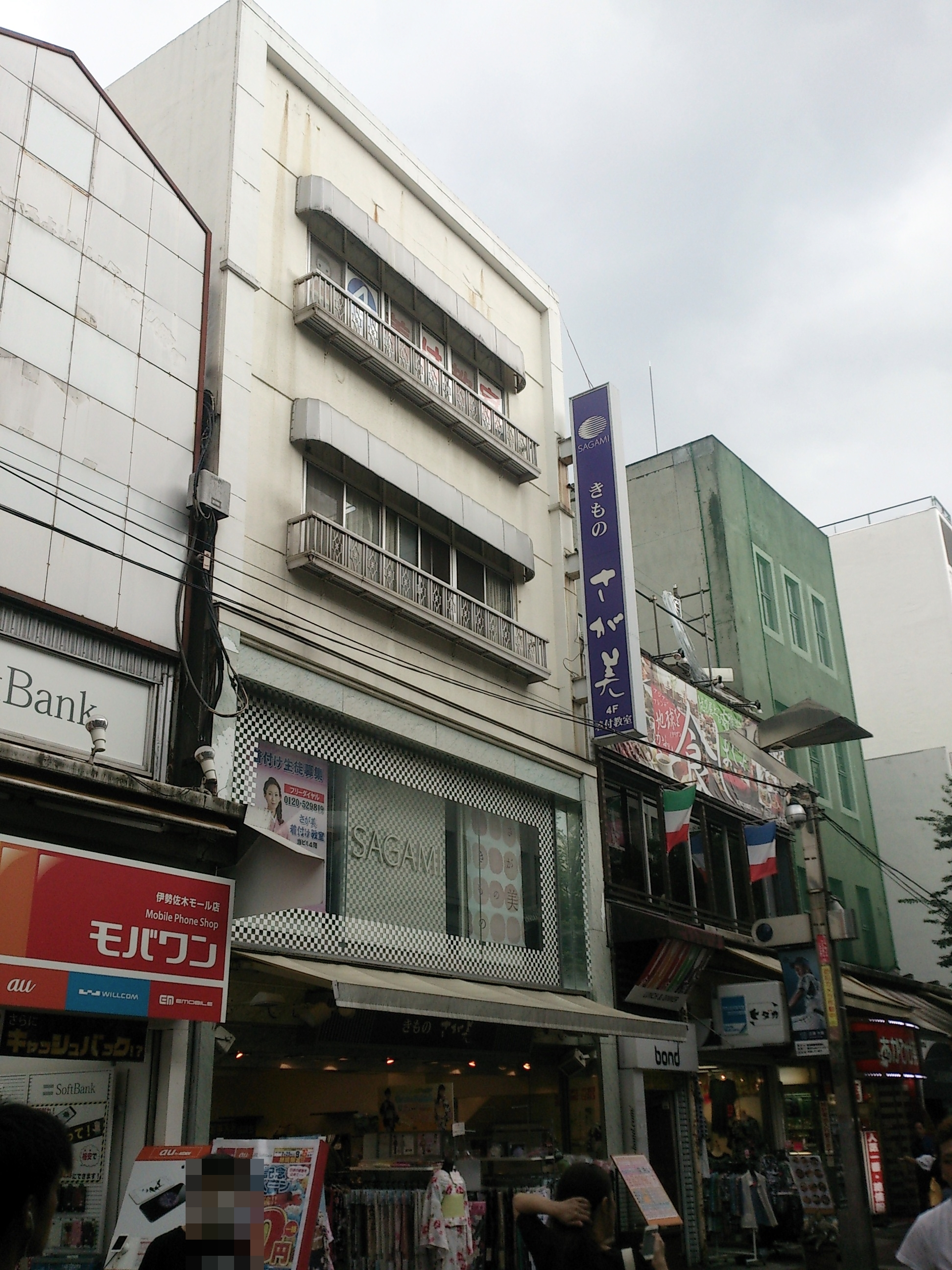
店舗例「さが美一丁目店」
（閉店済）

株式会社さが美（SAGAMI CORPORATION）は、神奈川県横浜市戸塚区に本社を置く、和服の専門店を運営する企業である。
同社の親会社さが美グループホールディングス株式会社（SAGAMI GROUP HOLDINGS Co., Ltd.）は、ベルーナの完全子会社で、事業子会社であるさが美・東京ますいわ屋の経営管理等を行っている中間持株会社である。

## 概要
企業のルーツは大手GMS企業であるユニーの母体の一つで呉服店を発祥とするほていや。呉服販売の接客方法が、GMSの特徴であるセルフ販売と異なる対面販売を必要とすることから、専門性および人材教育の意味から分社化となった。現在でも日本を代表する大手呉服チェーン店の一つである。
社名は、本社が位置する「相模国」に由来するものではなく、ほていや時代に、嵯峨野（京都）の純日本的情緒をイメージして名付けられたブランド「嵯峨美」によるもので、ユニー時代に“嵯峨”を平仮名化したものを社名として受け継いだ。かつては、婦人服・宝石・和洋品小物・生活雑貨の専門店も展開していた。
2016年（平成28年）8月、親会社であったユニーグループ・ホールディングス（同年9月1日付で吸収合併され、のちのユニー・ファミリーマートホールディングス）が保有していた全株式について、ユニー・ファミリーマートホールディングスによる一部債権放棄を条件に、投資ファンドである「アスパラントグループ」傘下のAG2号投資事業有限責任組合が株式公開買付けを行うことを発表した。買付けは成立し、同年10月18日付で親会社がAG2号投資事業有限責任組合に異動し、ユニー・ファミリーマートホールディングス傘下から離脱した。一定条件をクリアしたため、東証一部上場は維持された。
2017年（平成29年）12月、同社は会社分割の手法によって持株会社制に移行し、同月設立した新会社に小売事業を移管することで、新たな体制となった。
2018年（平成30年）6月、ベルーナが株式公開買付けにより、議決権所有割合ベースで89.71%の株式を取得、AG2号投資事業有限責任組合に代わって親会社となった。同年8月に開催された臨時株主総会において、株式併合並びに単元株式数の定めの廃止が決議され、同年9月26日に上場廃止となり、同年9月30日付で株式併合によりベルーナの完全子会社となった。

## 沿革
- 1974年（昭和49年）4月15日 - ユニーの完全子会社として資本金5000万円で株式会社さが美を設立[1]。同年8月路面店13店を含むユニーの旧ほていや系呉服部門64店舗を引き継ぐ
- 1975年10月 - 岡山、大阪に出店。親会社であるユニー依存型の従来の出店から脱却し、ナショナルチェーンを目指し広域出店を開始
- 1978年3月 - 毛皮、宝石・貴金属の本格的販売を開始
- 1979年3月 - 寝具の販売を開始
- 1980年3月 - 婦人服の販売を開始
- 1981年
  - 3月 - 洋装品の販売を開始するとともに、初の毛皮専門店（マリナード店）を横浜にオープン
  - 6月 - （株）呉竹とFC契約。同社は北九州地区でさが美の出店を始める
  - 8月 - 加工業務の拡大に対応するため（株）東京和裁を設立
- 1982年
  - 2月 - トータルファッション専門店「カティアール」のチェーン展開開始、1号店を銀座にオープン
  - 5月 - ロンドンに商品開発のカティアール・インターナショナルを設立
  - 6月 - スイスに商標管理のカティアール・アシスタンスを設立
- 1983年
  - 2月 - パリオペラ通りに初の海外店舗「CATIART PARI」をオープン
  - 3月 - 時計の販売を開始
- 1984年
  - 2月 - 海外子会社（株）カティアールパリ設立
  - 11月 - 家具の販売を開始
- 1985年
  - 2月 - （株）呉竹を子会社とする
  - 10月 - 東京証券取引所2部に上場[1]
  - 11月 - レディスファッション専門店「美美族」（みみずく）の実験店を銀座コア・所沢に出店
  - 12月 - 「美美族」のチェーン展開開始、基幹店を赤坂にオープン
- 1986年8月 - （株）さが美きもの文化学苑設立し、きもの文化の継承を図るため川越店できもの着付教室を開講
- 1987年9月 - 「レンタルブティック」を横浜にオープン、レンタル事業を開始
- 1988年
  - 2月 - 繭（まゆ）の形からデザイン化した新しいコーポレートマークと「心とひろがり―夢みたします」の企業スローガンを制定
  - 4月 - 宝飾専門店「キラット」のチェーン展開開始、1号店を岐阜市柳ヶ瀬にオープン
  - 7月 - ディリーフードとの提携により、初の飲食店「グリル天花星（てんげいぼし）」のチェーン展開開始、1号店を埼玉県春日部市にオープン。飲食事業に進出
- 1990年（平成2年）7月 - 通信販売事業に進出
- 1991年8月 - 東京証券取引所1部へ指定替え
- 1994年6月 - 本社機能の強化、効率化を図るため、東京都中央区京橋より東京都港区港南に本社を移転
- 1995年2月 - 加工業務の一層の拡大に対応するため（株）匠美を設立。（株）呉竹の商号を（株）九州さが美に変更
- 1996年10月 - （株）カティアールパリ解散
- 1997年10月 - 生活雑貨専門店「karako」（カラコ）1号店を自由が丘にオープン
- 1998年2月 - （株）エス・ジー・リテイリング設立
- 1999年5月 - 本社機能の強化、効率化を図るため、横浜市港南区下永谷6丁目2番11号に移転
- 2000年8月 - 和雑貨専門店「我楽屋（わらくや）おかめ」の営業権を獲得
- 2002年
  - 2月 - 呉服の新業態店舗「しゃれ着や」を銀座ニューメルサにオープン。オーダー・メイドのジュエリー・ショップ「Be J.」（ビージェイ）を青山にオープン
  - 3月 - （株）エス・ジー・リテイリングを完全子会社化。三井不動産の100%出資会社、（株）エム・エフ・リテイリングが業態開発した生活雑貨・インテリア専門店「リヴァンス」の営業権を譲り受け運営する。新世代大人服のショップ「Aim-as」（エイムアス）をジョイナス（横浜）にオープン
  - 9月 - パリのファッション・ブランド「ANTIK BATIK」（アンティック・バテック）のブティックを表参道にオープン
- 2003年
  - 4月 - オカノアソシエイツが業態開発し、同社の事業を引き継いだアート・ボックス・ネットから（株）エス・ジー・リテイリングがキッチン雑貨ショップ「オレンジハウス」の営業権を獲得。デザイナー・コスチューム・ジュエリー&アクセサリーのセレクトショップ「Nuance」（ニュアンス）を表参道にオープン
  - 6月 - 帽子の専門店「SHAZBOT」（シャズボット）を原宿にオープン
  - 9月 - （株）さが美きもの文化学苑が高級呉服専門店「東京ますいわ屋」の営業権を獲得し商号を（株）東京ますいわ屋に変更
- 2004年
  - 1月 - （株）九州さが美の商号を（株）永谷美笠和装服飾総合研究所に変更するとともに、新たに（株）九州さが美を設立
  - 3月 - （株）九州さが美が旧ユニード系呉服専門店「ゆう苑」の営業権を獲得。40代女性のための新ブランド「Me a Te」（メアテ）を自由が丘にオープン
  - 4月 - 「着らくや」1号店を、さいたま市ステラタウンにオープン
- 2005年
  - 2月 - （株）エス・ジー・リテイリングの営業の全てを譲り受け、それに伴い、子会社（株）エス・ジー・リテイリングを解散
  - 12月 - （株）すずのきを子会社とする
- 2006年
  - 1月 - 子会社（株）永谷美笠和装服飾総合研究所を清算
  - 3月 - 1990年にタイで誕生したインテリアショップの日本代理店として、「ART OF LIVING」（アート・オブ・リビング）の1号店をカラコ自由が丘店2Fにオープン
  - 3月 - 雑貨4ブランド集積1号店「life box」（ライフボックス）を埼玉県入間郡三芳町のウニクス三芳店1Fにオープン
- 2008年
  - 3月 - 3ヵ年の再建計画を決定し、構造改革をスタート
  - 5月 - 子会社の（株）すずのきの事業を譲渡し、（株）エスケーに社名変更。アパレル事業の「カティアール」を（株）モリエに事業譲渡
  - 7月 - 子会社（株）東京和裁の事業を（株）さが美に統合し、会社清算
  - 11月 - ジュエリー事業部のキラット事業23店を（株）菅田に事業譲渡
- 2009年2月 - 子会社（株）エスケーを清算
- 2010年10月 - 子会社（株）匠美を解散
- 2012年
  - 1月 - 「貴羅ら宇都宮店」を東京貴宝（株）に営業譲渡。ジュエリー事業から撤退
  - 10月 - 保有する子会社、（株）九州さが美の全株式を譲渡する[広報 8]
- 2015年
  - 3月 - 新ブランド、LEELAVADEE （リーラバディ）が船橋市のららぽーとTOKYO-BAYの2Fにオープン
  - 9月 - 同店閉店
- 2016年
  - 3月 - ホームファッション事業（生活雑貨）からの撤退を発表。17店舗を事業譲渡、29店舗を閉鎖[広報 9]
  - 4月 - ホームファッション事業のうち、「シャズボット」を（株）モリエに事業譲渡
  - 5月 - ホームファッション事業終了。同事業の一部店舗は、従業員とともに他社に継承。他社によって店名は変更され、営業を再開および継続
  - 5月 - 本社機能の強化、効率化を図るため、神奈川県平塚市田村8丁目21番9号に移転
  - 10月 - アスパラントグループの株式公開買付け成立に伴い、ユニーファミリーマートホールディングス傘下から離脱
- 2017年
  - 12月 - 持株会社制度に移行。従前の株式会社さが美は会社分割の手法で持ち株会社化し、さが美グループホールディングス株式会社に商号変更。同月、株式会社さが美（新設承継会社）を設立し、小売事業を移管
- 2018年
  - 6月 - （株）ベルーナの株式公開買付け成立に伴い、さが美グループホールディングスはベルーナの連結子会社となる
  - 9月26日 - 東京証券取引所一部上場廃止
  - 9月30日 - 株式併合により（株）ベルーナの完全子会社となる
- 2019年（平成31年/令和元年）5月 - 本社機能の強化、効率化を図るため、横浜市戸塚区に移転

## 店舗
全グループ店舗数は156店舗（2020年3月現在）
内訳（さが美112店　東京ますいわ屋42店）

### 店舗ブランド
- 和服
  - さが美 - 呉服専門店（一部店舗は宝石も併売）
  - SAGAMI - 着物初心者向けをターゲットとした新コンセプトの専門店[注釈 1]
    - 蔵三昧 - 一部のさが美店内に設けられた、リサイクル着物のコーナー

  - 東京ますいわ屋 - ルーツは1946年（昭和21年）大阪市で創業した「ますいわ屋」
- 着付け・和裁教室
  - さが美着物文化学苑

### 過去存在した店舗ブランド
- きもの
  - きものプラザ
  - しゃれ着や
  - 着らくや
  - 横浜元町写真館 - きもの販売・レンタル・スタジオ運営
  - アピーユ48 - きもの・宝飾品の48時間レンタル
  - レンタルブティック
  - 我楽屋さが美 - きものと京風和雑貨の複合店
  - すずのき - 旧すずのきの100％子会社であるグリーンベル株式会社の社名変更
  - ゆう苑 - 九州さが美が運営。ルーツは1895年（明治28年）に福岡市で創業した「渕上呉服店」
  - 蔵三昧 - リサイクル着物店
- ジュエリー
  - KIRAT
  - Be J
  - Nuance
  - Nuance+ ニュアンス・プラス
  - dinh van
  - LOCMAN - 旧・東京ますいわ屋が契約したイタリアの腕時計メーカー正規代理店。株式会社ナイツブリッジ・インターナショナルに営業譲渡
  - 貴羅ら - 旧・東京ますいわ屋系。国内およびインポートまでを扱った高級宝飾店

- アパレル
  - 美美族
  - CATIART
  - Aim‐as
  - Me a Te
  - ANTIK BATIK
  - ユキベルファム - すずのきの毛皮専門店
  - LEELAVADEE （リーラバディ） - 熱帯地方に咲くプルメリアをイメージとしたリゾートファッションとインテリア雑貨の専門店
  - SHAZBOT - 帽子専門店
- ホームファッション（生活雑貨）・飲食
撤退において、リヴァンスを含めた計5店舗を株式会社藤栄に営業譲渡。同社は店舗を「maisonnette（メゾネット）」と改称・改装し営業開始[広報 10]
  - ART OF LIVING
  - karako （カラコ） - アジアンスタイルのインテリア ・リビング雑貨の専門店
  - LIVEONCE （リヴァンス） - 世界各国のインテリア ・リビング雑貨を集めた専門店
  - ORANGE HOUSE （オレンジハウス） - キッチンダイニング雑貨が主力の専門店。
  - life box （ライフボックス） - LIVEONCEとORANGE HOUSEの融合店[注釈 2]
  - 我楽屋おかめ - 京風和雑貨の専門店。カラコ1店と合わせた計5店舗を株式会社コラゾンへ営業譲渡、および営業開始
  - 季日和（ときびより） - 和スタイル雑貨専門店
  - グリル天花星

#### その他、特徴のあった店舗
- さが美山形蔵店 - かつて山形市若宮に存在した路面店で、約170年前に村山市大字湯沢に建てられた「土蔵」（4間×7間）を移築し改装。2003年（平成15年）7月24日開店。跡地の建物は現在、美容室「RASHIKU（ラシク）」。

## かつて存在した物流センター
- 平塚配送センター　（神奈川県平塚市）、現・MKグループ平塚物流センター（2022年12月開設）

## 類似名企業
愛知県名古屋市に本社がある和食麺類レストランの株式会社サガミホールディングス（旧・株式会社サガミチェーン）は、1970年、ユニーの前身であるほていやの社員食堂の委託営業をその起源としており、当時のほていや呉服部門のストアブランド「嵯峨美」にあやかって命名の意図を「嵯峨味」とし、社名が付けられた縁がある。ただし、会社としてはさが美と無関係である。